# ایرج ملک‌حسین‌پور
ایرج ملک‌حسین‌پور (۱۳ آذر ۱۳۲۱ در اهواز - ۲۷ تیر ۱۳۸۴ در اهواز) سرمربی تیم ملی بوکس ایران بود. او مدتی نیز مربی تیم بوکس استان خوزستان و نهایتاً سال‌ها مربی تیم بوکس استان لرستان بود که در این مدت سطح حرفه‌ای بوکس استان لرستان به طور قابل توجهی ارتقا یافت.

## شاگردان
حمید عوض‌پور، مرتضی سپهوند و رحیم سپهوند از شاگردان او هستند.

## نگارخانه

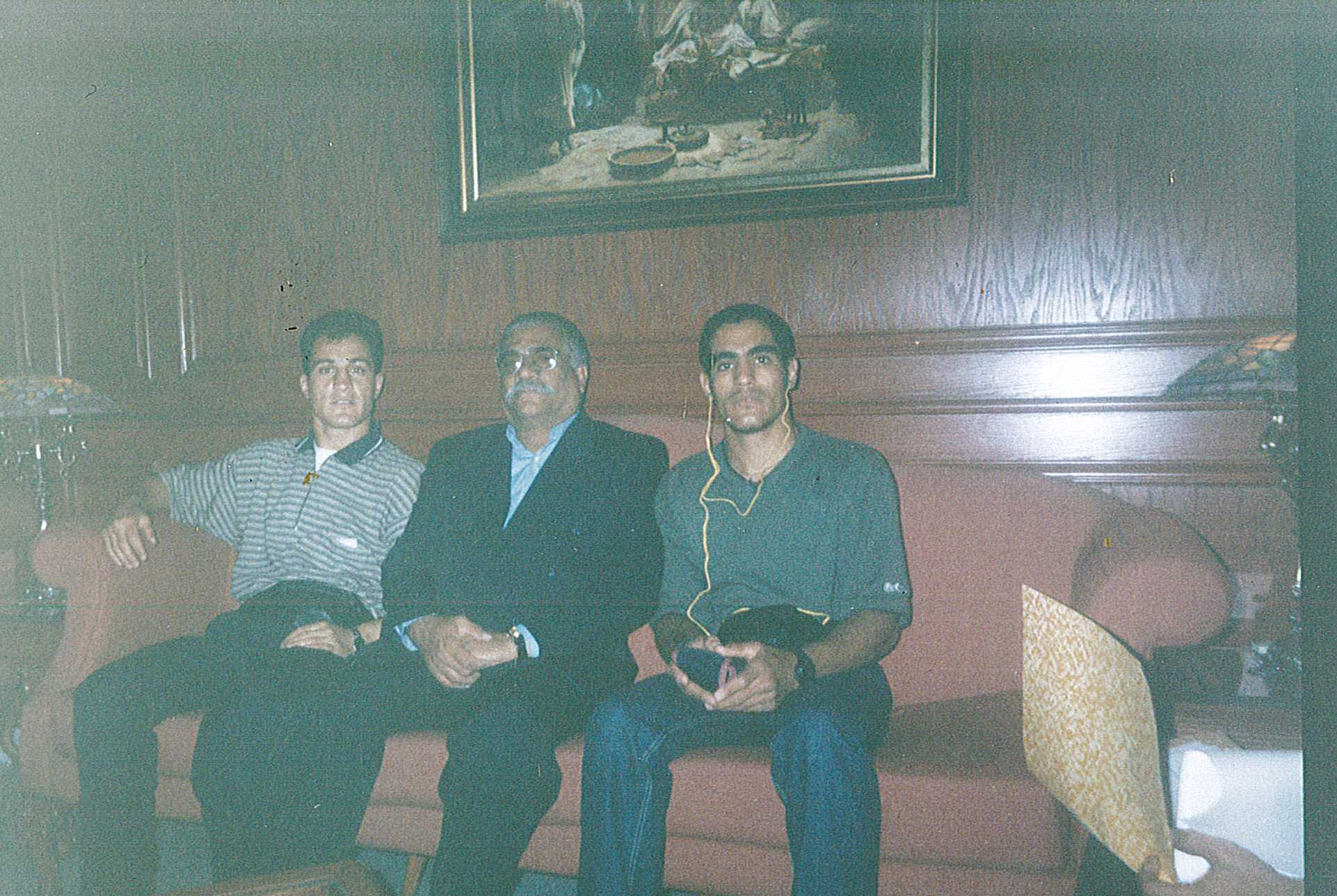
از راست: مرتضی سپهوند، ایرج ملک‌حسین‌پور و حمید عوض‌پور
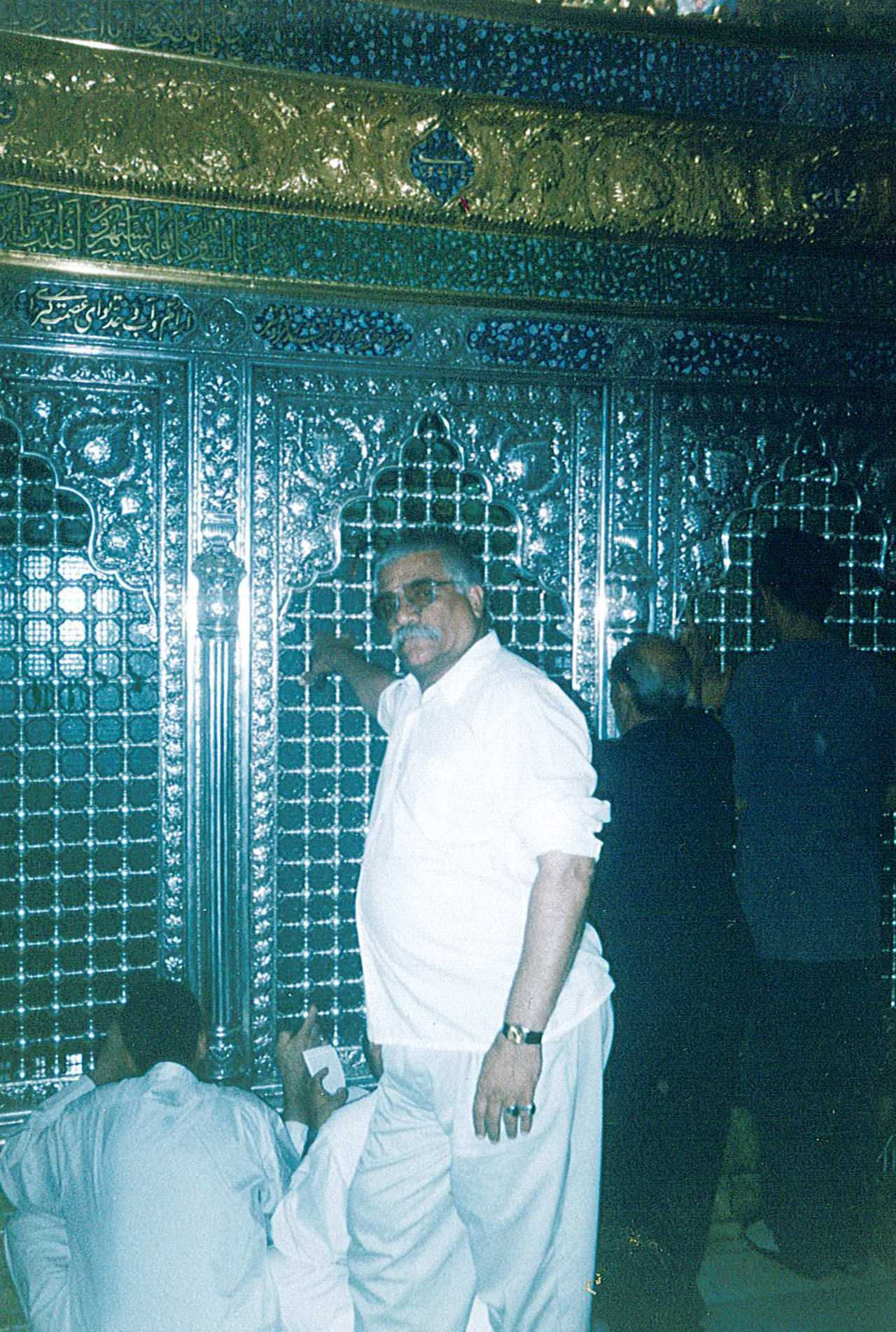
ایرج ملک‌حسین‌پور در زینبیه، سوریه
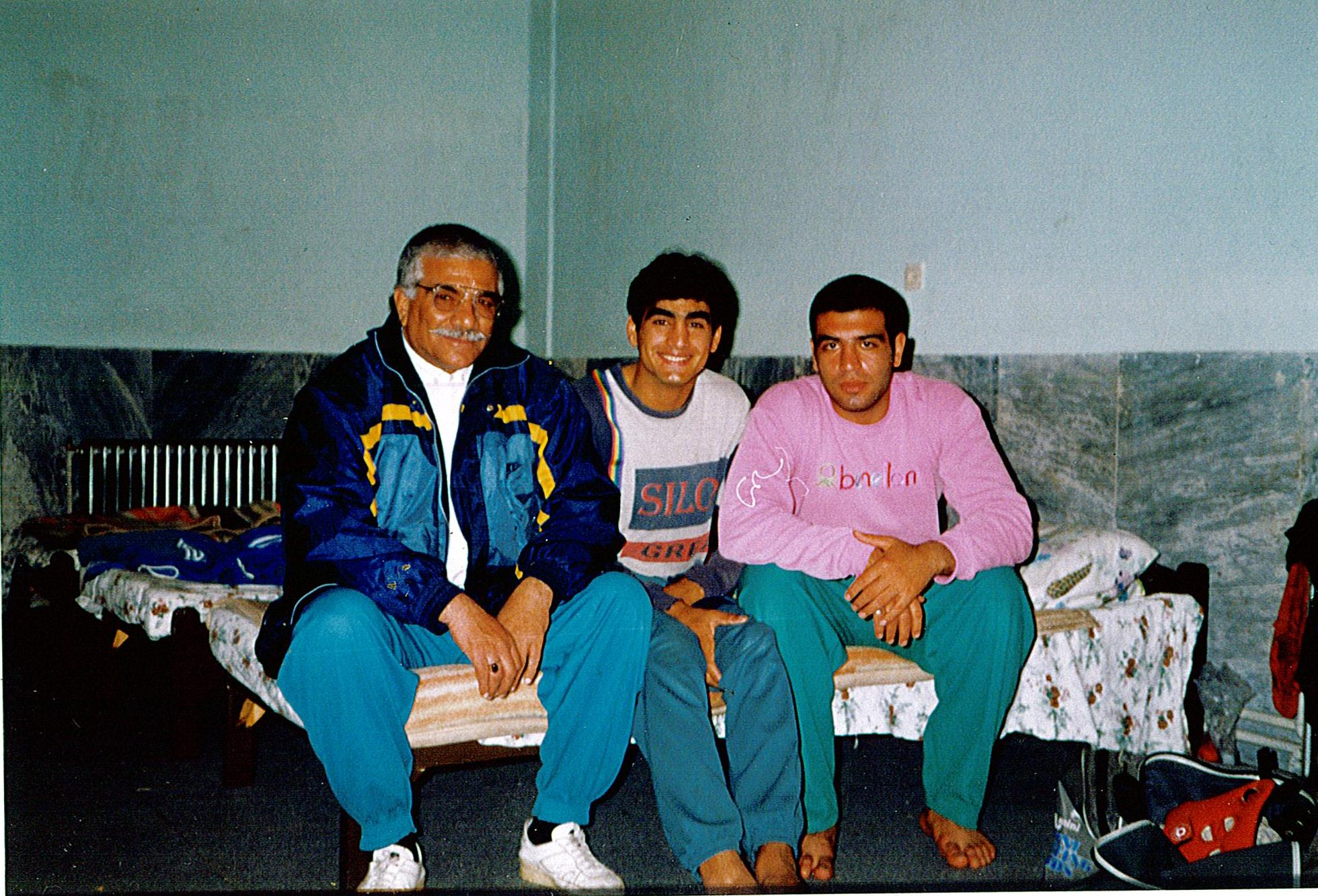
از چپ: ایرج ملک‌حسین‌پور، علی درویش و رحیم سپهوند
از راست: ایرج ملک حسین پور، غلامحسین پاک منش، محمود مساعدیان و ابوالقاسم صادقی، کمیته فنی قهرمانی بوکس جوانان کشور، کرمان، شهریور ۱۳۸۲